# پال مورگان
پال مورگان (آلمانی: Paul Morgan؛ ۱ اکتبر ۱۸۸۶ – ۱۰ دسامبر ۱۹۳۸) هنرپیشه اهل اتریش بود.
از فیلم‌هایی که وی در آن نقش داشته است، می‌توان به عروسک، عنکبوت‌ها، دورگه، دور دنیا در هشتاد روز و الماس‌ها اشاره کرد.